# Campionati europei di atletica leggera indoor 2015 - Pentathlon

## Podio
| Pos.    | Atleta                    | Nazionalità | Misura  |
| ------- | ------------------------- | ----------- | ------- |
| Oro     | Katarina Johnson-Thompson | Regno Unito | 5000 p. |
| Argento | Nafissatou Thiam          | Belgio      | 4696 p. |
| Bronzo  | Eliška Klučinová          | Rep. Ceca   | 4687 p. |

## Record
Prima di questa competizione, il record del mondo (RM), il record europeo (EU) e il record dei campionati (RC) sono i seguenti:
| Record                | Prestazione | Atleta                      | Data                           | Competizione         |
| --------------------- | ----------- | --------------------------- | ------------------------------ | -------------------- |
| Record mondiale       | 5013 p.     | Natalija Dobryns'ka Ucraina | 9 marzo 2012 Istanbul, Turchia | Mondiali indoor 2012 |
| Record europeo        | 5013 p.     | Natalija Dobryns'ka Ucraina | 9 marzo 2012 Istanbul, Turchia | Mondiali indoor 2012 |
| Record dei campionati | 4948 p.     | Carolina Klüft Svezia       | 4 marzo 2005 Madrid, Spagna    | Europei indoor 2005  |

## Programma
| Data         | Ora   | Turno             |
| ------------ | ----- | ----------------- |
| 6 marzo 2015 | 9:45  | 60 metri ostacoli |
| 6 marzo 2015 | 11:00 | Salto in alto     |
| 6 marzo 2015 | 13:15 | Getto del peso    |
| 6 marzo 2015 | 16:10 | Salto in lungo    |
| 6 marzo 2015 | 17:35 | 800 metri         |

## Risultati

### 60 metri ostacoli
La prima serie si è corsa alle 9:45, mentre la seconda è partita alle 9:52. Nella tabella è riportato il riepilogo delle due serie.
| Pos. | Atleta                    | Nazionalità | Risultato | Punti | Note                                     |
| ---- | ------------------------- | ----------- | --------- | ----- | ---------------------------------------- |
| 1    | Katarina Johnson-Thompson | Regno Unito | 8"18      | 1088  | Miglior prestazione personale            |
| 2    | Antoinette Nana Djimou    | Francia     | 8"25      | 1073  |                                          |
| 3    | Nadine Broersen           | Paesi Bassi | 8"31      | 1059  | Miglior prestazione personale            |
| 4    | Anouk Vetter              | Paesi Bassi | 8"33      | 1055  | Miglior prestazione personale            |
| 5    | Nafissatou Thiam          | Belgio      | 8"42      | 1035  | =                                        |
| 6    | Györgyi Zsivoczky-Farkas  | Ungheria    | 8"45      | 1028  |                                          |
| 7    | Alina F'odorova           | Ucraina     | 8"49      | 1019  | Miglior prestazione personale            |
| 8    | Carolin Schäfer           | Germania    | 8"50      | 1017  |                                          |
| 9    | Eliška Klučinová          | Rep. Ceca   | 8"53      | 1010  | Miglior prestazione personale            |
| 10   | Kacjaryna Necvjataeva     | Bielorussia | 8"55      | 1006  | Miglior prestazione personale stagionale |
| 11   | Anna Blank                | Russia      | 8"73      | 967   | Miglior prestazione personale            |
| 12   | Aleksandra Butvina        | Russia      | 8"74      | 965   | Miglior prestazione personale stagionale |
| 13   | Jana Maksimava            | Bielorussia | 8"76      | 961   |                                          |
| 14   | Morgan Lake               | Regno Unito | 8"81      | 950   | Miglior prestazione personale            |

### Salto in alto
La prova del salto in alto è iniziata alle 11:00.
| Pos. | Nome                      | Nazionalità | 1,65 | 1,68 | 1,71 | 1,74 | 1,77 | 1,80 | 1,83 | 1,86 | 1,89 | 1,92 | 1,95 | 1,98 | Misura | Punti | Note                                     | Punti totali | Pos. gen. |
| ---- | ------------------------- | ----------- | ---- | ---- | ---- | ---- | ---- | ---- | ---- | ---- | ---- | ---- | ---- | ---- | ------ | ----- | ---------------------------------------- | ------------ | --------- |
| 1    | Katarina Johnson-Thompson | Regno Unito | -    | -    | -    | -    | -    | -    | o    | o    | xo   | xo   | o    | xxx  | 1,95 m | 1171  |                                          | 2259         | 1         |
| 2    | Morgan Lake               | Regno Unito | -    | -    | -    | -    | -    | o    | xxo  | o    | xxo  | o    | xxx  |      | 1,92 m | 1132  |                                          | 2082         | 3         |
| 3    | Jana Maksimava            | Bielorussia | -    | -    | -    | -    | o    | o    | o    | o    | xo   | xxx  |      |      | 1,89 m | 1093  |                                          | 2054         | 5         |
| 4    | Nafissatou Thiam          | Belgio      | -    | -    | -    | -    | -    | o    | o    | xo   | xxo  | xxx  |      |      | 1,89 m | 1093  | Miglior prestazione personale stagionale | 2128         | 2         |
| 5    | Eliška Klučinová          | Rep. Ceca   | -    | -    | -    | xxo  | xo   | xxo  | o    | xo   | xxx  |      |      |      | 1,86 m | 1054  |                                          | 2064         | 4         |
| 6    | Antoinette Nana Djimou    | Francia     | -    | xo   | o    | xo   | xo   | xxo  | xxx  |      |      |      |      |      | 1,80 m | 978   | Miglior prestazione personale stagionale | 2051         | 6         |
| 7    | Aleksandra Butvina        | Russia      | o    | o    | o    | o    | o    | xxx  |      |      |      |      |      |      | 1,77 m | 941   |                                          | 1906         | 14        |
| 7    | Alina F'odorova           | Ucraina     | o    | o    | o    | o    | o    | xxx  |      |      |      |      |      |      | 1,77 m | 941   |                                          | 1960         | 10        |
| 9    | Györgyi Zsivoczky-Farkas  | Ungheria    | o    | -    | xo   | o    | o    | xxx  |      |      |      |      |      |      | 1,77 m | 941   |                                          | 1969         | 9         |
| 10   | Anna Blank                | Russia      | o    | o    | o    | o    | xo   | xxx  |      |      |      |      |      |      | 1,77 m | 941   |                                          | 1908         | 13        |
| 11   | Anouk Vetter              | Paesi Bassi | -    | xo   | o    | xo   | xo   | xxx  |      |      |      |      |      |      | 1,77 m | 941   | Miglior prestazione personale            | 1996         | 8         |
| 12   | Nadine Broersen           | Paesi Bassi | -    | -    | -    | -    | xxo  | xxr  |      |      |      |      |      |      | 1,77 m | 941   |                                          | 2000         | 7         |
| 12   | Carolin Schäfer           | Germania    | -    | o    | o    | o    | xxo  | xxx  |      |      |      |      |      |      | 1,77 m | 941   |                                          | 1958         | 11        |
| 14   | Kacjaryna Necvjataeva     | Bielorussia | o    | o    | xo   | o    | xxx  |      |      |      |      |      |      |      | 1,74 m | 903   |                                          | 1909         | 12        |

### Getto del peso
La prova del getto del peso è iniziata alle 13:15.
| Pos. | Atleta                    | Nazionalità | 1ª prova | 2ª prova | 3ª prova | Risultato | Punti | Note                                     | Punti totali | Pos. gen. |
| ---- | ------------------------- | ----------- | -------- | -------- | -------- | --------- | ----- | ---------------------------------------- | ------------ | --------- |
| 1    | Alina F'odorova           | Ucraina     | 15,09 m  | x        | 14,97 m  | 15,09 m   | 867   |                                          | 2827         | 8         |
| 2    | Eliška Klučinová          | Rep. Ceca   | 13,79 m  | 15,07 m  | x        | 15,07 m   | 866   | Miglior prestazione personale            | 2930         | 3         |
| 3    | Antoinette Nana Djimou    | Francia     | 14,38 m  | 15,05 m  | 14,84 m  | 15,05 m   | 864   |                                          | 2915         | 4         |
| 4    | Kacjaryna Necvjataeva     | Bielorussia | 14,83 m  | 14,97 m  | 14,77 m  | 14,97 m   | 859   | Miglior prestazione personale            | 2768         | 10        |
| 5    | Jana Maksimava            | Bielorussia | 14,72 m  | 14,39 m  | 14,96 m  | 14,96 m   | 858   | Miglior prestazione personale stagionale | 2912         | 5         |
| 6    | Aleksandra Butvina        | Russia      | 14,96 m  | 14,43 m  | 14,47 m  | 14,96 m   | 858   |                                          | 2764         | 11        |
| 7    | Anouk Vetter              | Paesi Bassi | 14,34 m  | 14,80 m  | x        | 14,80 m   | 848   | Miglior prestazione personale            | 2844         | 7         |
| 8    | Nafissatou Thiam          | Belgio      | 13,72 m  | 13,76 m  | 14,80 m  | 14,80 m   | 848   | Miglior prestazione personale            | 2976         | 1         |
| 9    | Györgyi Zsivoczky-Farkas  | Ungheria    | 14,20 m  | x        | 14,10 m  | 14,20 m   | 807   |                                          | 2776         | 9         |
| 10   | Anna Blank                | Russia      | 13,76 m  | 14,11 m  | 14,09 m  | 14,11 m   | 801   | Miglior prestazione personale            | 2709         | 13        |
| 11   | Morgan Lake               | Regno Unito | 13,91 m  | x        | 13,62 m  | 13,91 m   | 788   | Miglior prestazione personale            | 2870         | 6         |
| 12   | Carolin Schäfer           | Germania    | 12,25 m  | 12,05 m  | 13,41 m  | 13,41 m   | 755   | Miglior prestazione personale            | 2713         | 12        |
| 13   | Katarina Johnson-Thompson | Regno Unito | 11,63 m  | 12,32 m  | 11,88 m  | 12,32 m   | 682   | =                                        | 2941         | 2         |
| -    | Nadine Broersen           | Paesi Bassi | dns      | dns      | dns      | dns       | dns   | dns                                      | dns          | -         |

### Salto in lungo
La prova del salto in lungo è iniziata alle 16:10.
| Pos. | Atleta                    | Nazionalità | 1ª prova | 2ª prova | 3ª prova | Risultato | Punti | Note                                     | Punti totali | Pos. gen. |
| ---- | ------------------------- | ----------- | -------- | -------- | -------- | --------- | ----- | ---------------------------------------- | ------------ | --------- |
| 1    | Katarina Johnson-Thompson | Regno Unito | 6,89 m   | x        | x        | 6,89 m    | 1135  |                                          | 4076         | 1         |
| 2    | Nafissatou Thiam          | Belgio      | 6,17 m   | 6,17 m   | 6,33 m   | 6,33 m    | 953   | Miglior prestazione personale stagionale | 3929         | 2         |
| 3    | Anouk Vetter              | Paesi Bassi | 5,61 m   | 6,29 m   | -        | 6,29 m    | 940   | Miglior prestazione personale            | 3784         | 5         |
| 4    | Alina F'odorova           | Ucraina     | 5,93 m   | 6,22 m   | 6,21 m   | 6,22 m    | 918   |                                          | 3745         | 7         |
| 5    | Eliška Klučinová          | Rep. Ceca   | 6,14 m   | 6,10 m   | 6,15 m   | 6,15 m    | 896   |                                          | 3826         | 3         |
| 6    | Antoinette Nana Djimou    | Francia     | 6,07 m   | x        | 6,13 m   | 6,13 m    | 890   |                                          | 3805         | 4         |
| 7    | Morgan Lake               | Regno Unito | 6,06 m   | 6,10 m   | x        | 6,10 m    | 880   |                                          | 3750         | 6         |
| 8    | Györgyi Zsivoczky-Farkas  | Ungheria    | 5,95 m   | x        | 6,10 m   | 6,10 m    | 880   |                                          | 3656         | 9         |
| 9    | Anna Blank                | Russia      | 6,03 m   | 5,97 m   | 5,86 m   | 6,03 m    | 859   |                                          | 3568         | 11        |
| 10   | Aleksandra Butvina        | Russia      | x        | 6,03 m   | 5,74 m   | 6,03 m    | 859   | Miglior prestazione personale stagionale | 3623         | 10        |
| 11   | Carolin Schäfer           | Germania    | 5,79 m   | 5,95 m   | 5,95 m   | 5,95 m    | 834   | Miglior prestazione personale stagionale | 3547         | 12        |
| 12   | Jana Maksimava            | Bielorussia | x        | 5,85 m   | 5,77 m   | 5,85 m    | 804   |                                          | 3716         | 8         |
| 13   | Kacjaryna Necvjataeva     | Bielorussia | 5,52 m   | 5,68 m   | x        | 5,68 m    | 753   |                                          | 3521         | 13        |
| -    | Nadine Broersen           | Paesi Bassi | r        | r        | r        | r         | r     | r                                        | r            | -         |

### 800 metri
La prima serie si è corsa alle 17:35, mentre la seconda è partita alle 17:42. Nella tabella è riportato il riepilogo delle due serie.
| Pos. | Atleta                    | Nazionalità | Risultato | Punti | Note                                     | Punti totali | Pos. gen. |
| ---- | ------------------------- | ----------- | --------- | ----- | ---------------------------------------- | ------------ | --------- |
| 1    | Katarina Johnson-Thompson | Regno Unito | 2'12"78   | 924   | Miglior prestazione personale            | 5000         | 1         |
| 2    | Anna Blank                | Russia      | 2'13"04   | 921   | Miglior prestazione personale            | 4489         | 11        |
| 3    | Jana Maksimava            | Bielorussia | 2'13"67   | 912   | Miglior prestazione personale stagionale | 4628         | 4         |
| 4    | Györgyi Zsivoczky-Farkas  | Ungheria    | 2'13"91   | 908   | Miglior prestazione personale            | 4564         | 6         |
| 5    | Aleksandra Butvina        | Russia      | 2'14"84   | 895   | Miglior prestazione personale stagionale | 4518         | 10        |
| 6    | Kacjaryna Necvjataeva     | Bielorussia | 2'15"00   | 893   |                                          | 4414         | 12        |
| 7    | Eliška Klučinová          | Rep. Ceca   | 2'17"26   | 861   | Miglior prestazione personale            | 4687         | 3         |
| 8    | Alina F'odorova           | Ucraina     | 2'20"38   | 818   | Miglior prestazione personale stagionale | 4563         | 7         |
| 9    | Antoinette Nana Djimou    | Francia     | 2'22"78   | 786   |                                          | 4591         | 5         |
| 10   | Morgan Lake               | Regno Unito | 2'23"44   | 777   | Miglior prestazione personale            | 4527         | 9         |
| 11   | Nafissatou Thiam          | Belgio      | 2'24"23   | 767   |                                          | 4696         | 2         |
| 12   | Anouk Vetter              | Paesi Bassi | 2'24"48   | 764   |                                          | 4548         | 8         |
| -    | Carolin Schäfer           | Germania    | dns       | dns   |                                          | -            | -         |
| -    | Nadine Broersen           | Paesi Bassi | r         | r     |                                          | -            | -         |

## Classifica finale
| Pos.    | Atleta                    | Nazionalità | Punteggio | Note                                                                               |
| ------- | ------------------------- | ----------- | --------- | ---------------------------------------------------------------------------------- |
| Oro     | Katarina Johnson-Thompson | Regno Unito | 5000 p.   | Record dei campionati · Record nazionale · Miglior prestazione mondiale stagionale |
| Argento | Nafissatou Thiam          | Belgio      | 4696 p.   | Miglior prestazione personale                                                      |
| Bronzo  | Eliška Klučinová          | Rep. Ceca   | 4687 p.   | Record nazionale                                                                   |
| 4       | Jana Maksimava            | Bielorussia | 4628 p.   |                                                                                    |
| 5       | Antoinette Nana Djimou    | Francia     | 4591 p.   |                                                                                    |
| 6       | Györgyi Zsivoczky-Farkas  | Ungheria    | 4564 p.   |                                                                                    |
| 7       | Alina F'odorova           | Ucraina     | 4563 p.   |                                                                                    |
| 8       | Anouk Vetter              | Paesi Bassi | 4548 p.   |                                                                                    |
| 9       | Morgan Lake               | Regno Unito | 4527 p.   | Miglior prestazione personale                                                      |
| 10      | Aleksandra Butvina        | Russia      | 4518 p.   | Miglior prestazione personale stagionale                                           |
| 11      | Anna Blank                | Russia      | 4489 p.   | Miglior prestazione personale                                                      |
| 12      | Kacjaryna Necvjataeva     | Bielorussia | 4414 p.   |                                                                                    |
| -       | Carolin Schäfer           | Germania    | dnf       |                                                                                    |
| -       | Nadine Broersen           | Paesi Bassi | dnf       |                                                                                    |